# Opus Fundatum Latinitas

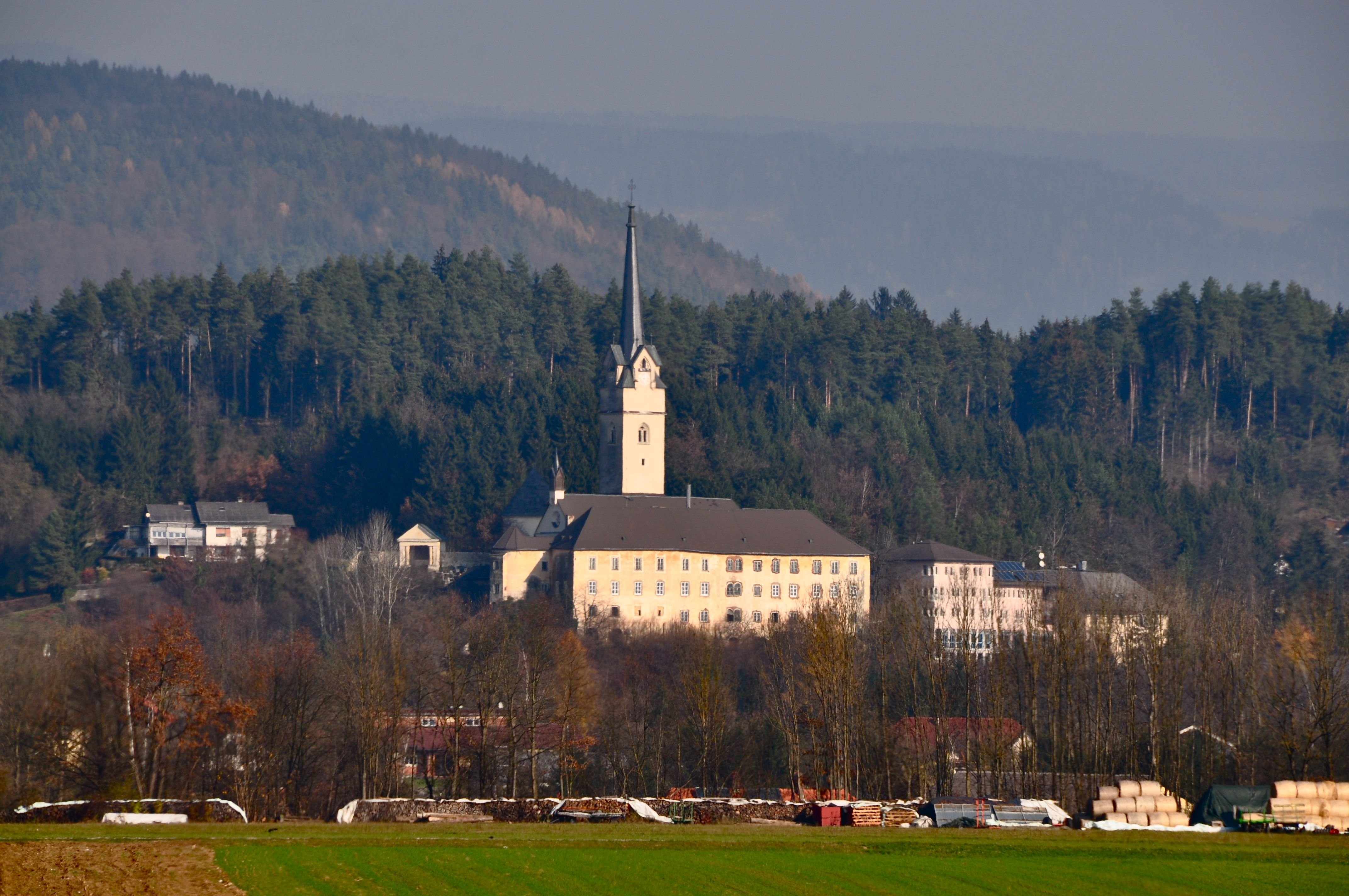
La Fundación "Latinitas" (en latín y oficialmente: Opus Fundatum Latinitas) fue una institución de la Iglesia católica dedicada al estudio y mantenimiento de los estándares de la lengua latina. Fue constituida en el año 1976 por el papa Pablo VI y suprimida por Benedicto XVI en 2012 al crear la  Pontificia Academia de Latinidad.

## Historia
La Fundación "latinitas" fue creada en el año 1976 por el papa Pablo VI. Actualmente, además de proveer de un estándar para la lengua escrita y hablada en latín, promueve desde diversos sectores el estudio del latín clásico, el latín medieval y el llamado latín eclesiástico. Así, y con el objetivo de la promoción de la lengua latina tiene diversos modos de difusión:
- Publicación de libros y otros medios en latín
- La revista trimestral Latinitas
- El Certamen Vaticanum, concurso internacional de poesía y prosa en latín
- Clases de lengua latina con el mismo método de la enseñanza de lenguas modernas.
- Celebración de debates, congresos y conferencias sobre la cultura latina.
- El Lexicon recentis Latinitatis, diccionario de neologismos traducidos al latín.
- Las Feriae Latinae.

En 2012 el papa Benedicto XVI la sustituye por la Pontificia Academia de Latinidad.